# Jerzy Szczakiel
Jerzy Szczakiel, född 29 januari 1949 i Grudzice i Opole, död 1 september 2020 i Opole, var en polsk speedwayförare.
Finalen med den största publiken, 130 000 i Schlesienstadion i Chorzów, fick 1973 se denne mega-outsider köra till sig VM-guldet i ett svart skinnställ utan reklamtryck på. Han lyckades aldrig kvalificera sig för någon mer final.